# 天使が降りた日
『天使が降りた日』（てんしがおりたひ）は、2005年に公開されたオムニバス映画。気鋭の監督5人が“天使”をモチーフにしてつくったファンタジー映画である。

## キャスト
第1話「気まぐれ天使」／監督：麻生学
- 美咲 : 小向美奈子
- 祖父 : 依田英助
- キク : 花原照子
- 善男 : 市川勉

第2話「幸せになろうよ」／監督：山本透
- 父親 : 山田辰夫
- 和美 : 坂上香織
- 俊明 : 古屋暢一

第3話「天使のカウントダウン」／監督：杉浦正和
- 飛鳥 : 大谷允保
- 少年 : 武田航平
- 飛鳥の婚約相手 : 内浦純一

第4話「電柱の上に咲いた花」／監督：飯塚健
- 父親 : 田山涼成
- 基夫 : 浪川大輔
- 花屋のお姉さん : 中村みづほ

第5話「Diaries」／監督：加藤章一
- 瞳 : ユンナ
- 朋子 : 天川美穂
- 鈴木 : 宮崎将